# Italy (New York)
Italy è un comune (town) degli Stati Uniti d'America nella contea di Yates nello Stato di New York. La popolazione era di 1 141 abitanti al censimento del 2010. Il comune deve il suo nome all'Italia (Italy in inglese).
Il comune di Italy si trova nella parte sud-occidentale della contea e si trova a sud di Canandaigua.

## Geografia fisica
Secondo lo United States Census Bureau, ha un'area totale di 40,26 mi² (104,27 km²).

## Storia
I primi coloni arrivarono intorno al 1790. La città faceva parte dell'acquisto di Phelps e Gorham.
Il comune venne fondato nel 1815 per distacco dal comune di Naples mentre era ancora parte della contea di Ontario. Quando la contea di Yates fu creata nel 1823, il comune di Italy entrò a far parte della nuova contea.
Nella città è presente un grande olmo americano che un tempo veniva utilizzato come luogo di ritrovo per le riunioni dei nativi locali.

## Società

### Evoluzione demografica
Secondo il censimento del 2010, la popolazione era di 1 141 abitanti.

### Etnie e minoranze straniere
Secondo il censimento del 2010, la composizione etnica della città era formata dal 98,4% di bianchi, lo 0,3% di afroamericani, lo 0,0% di nativi americani, lo 0,2% di asiatici, lo 0,0% di oceanici, lo 0,2% di altre razze, e l'1,0% di due o più etnie. Ispanici o latinos di qualunque razza erano lo 0,9% della popolazione.